# Víctor Erice
Víctor Erice (ur. 30 czerwca 1940 w Karrantza Harana) – hiszpański reżyser, scenarzysta, krytyk i pedagog filmowy. Jedna z największych indywidualności kina Półwyspu Iberyjskiego. 

## Życiorys
Znany głównie jako autor filmu Duch roju (1973), uznawanego za jeden z najwybitniejszych filmów w historii kinematografii hiszpańskiej.
Osobista, utrzymana w plastycznej, poetyckiej stylistyce twórczość Erice jest autorską wypowiedzią z pogranicza fabuły, filmowego eseju i dokumentu. Erice realizuje film średnio co dziesięć lat, każdy z nich staje się artystycznym wydarzeniem i zdobywa szerokie uznanie krytyki. Reżyser koncentruje się na autotematycznych poszukiwaniach esencji sztuki, jednocześnie jego kontemplacyjne, intymne obrazy są próbą odpowiedzi na podstawowe pytania egzystencjalne.
Zasiadał w jury konkursu głównego na 63. MFF w Cannes (2010).

## Filmografia

### Reżyser

#### Filmy pełnometrażowe
- Duch roju (1973)
- Południe (1983)
- Słońce pośród liści pigwy (1992)

#### Filmy krótkometrażowe i epizody w filmach nowelowych
- Wyzwanie, epizod 3 (1969)
- Celebrate Cinema, epizod Preguntas al atardecer (1995)
- Dziesięć minut później: trąbka (2002), epizod Linia życia
- Listy do Abbasa Kiarostamiego seria wideo towarzyszących wystawie Erice-Kiarostami: Correspondencias w Centrum Kultury Współczesnej w Barcelonie (2006)
- La Morte Rouge (2006)
- A Sense of Home, epizod Ana, tres minutos (2011)
- Centro histórico, epizod Cristales rotos (2012)

## Nagrody
- 1969: Srebrna Muszla MFF w San Sebastian – Wyzwanie
- 1973: Złota Muszla na MFF w San Sebastián – Duch roju
- 1992: Nagroda Jury i Nagroda FIPRESCI na 45. MFF w Cannes – Słońce pośród liści pigwy
- 2014: Nagroda za całokształt twórczości na MFF w Locarno